# 科西莫一世雕塑

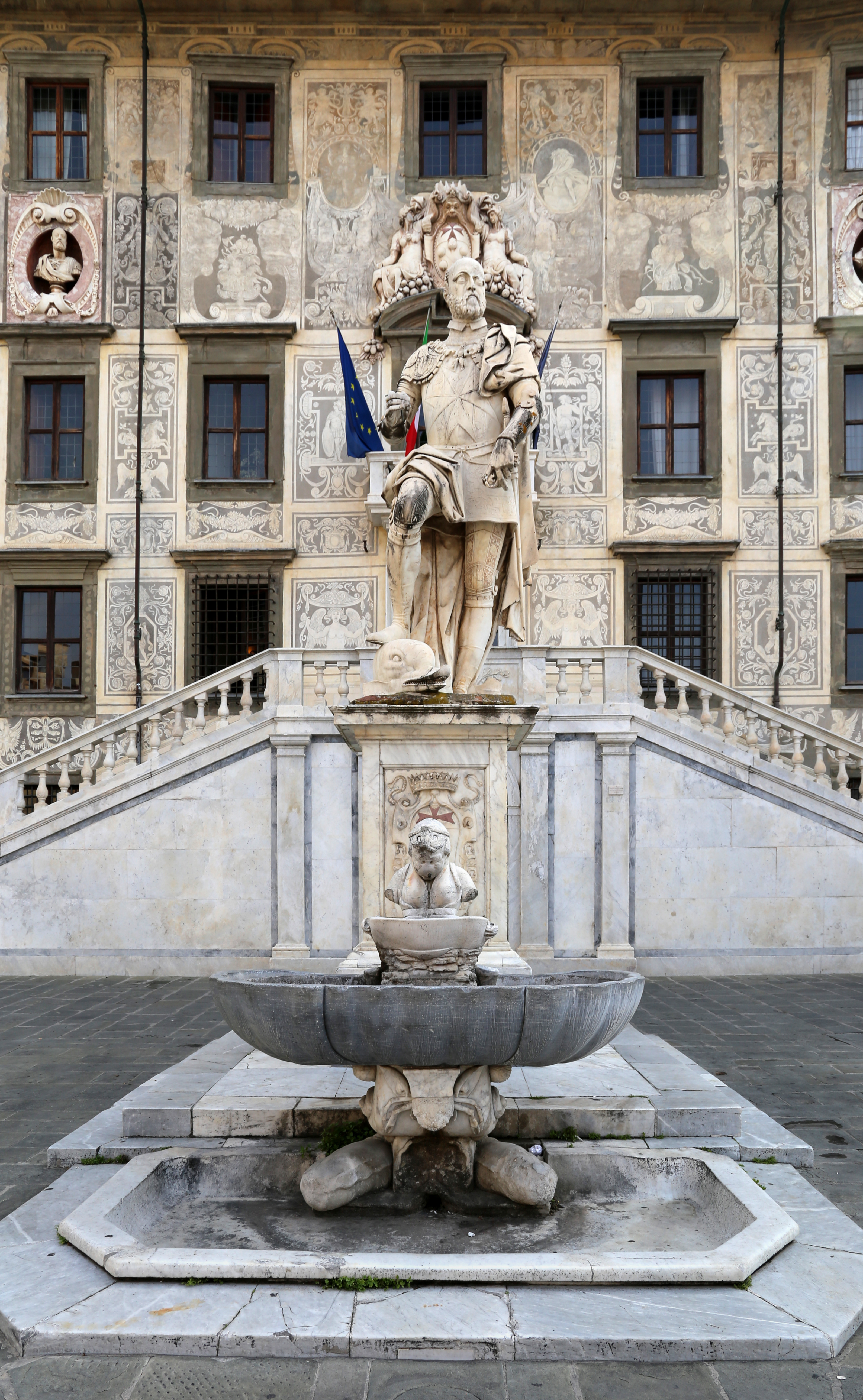
科西莫一世雕塑

科西莫一世雕塑位于比萨骑士广场中央，骑士宫之前。这尊雕塑的风格属于典雅的风格主义，佛罗伦萨霸权的标志。由科西莫一世之子，托斯卡纳大公斐迪南一世·德·美第奇在1596年委托法国-弗拉芒雕刻家彼得罗·弗兰卡维拉（Pietro Francavilla）所作。科西莫大公身穿圣斯德望骑士团大法师的长袍，站在一个高高的底座上，征服一只海豚，作为他在海上统治的象征。底座前面的喷泉，也为Francavilla所作。

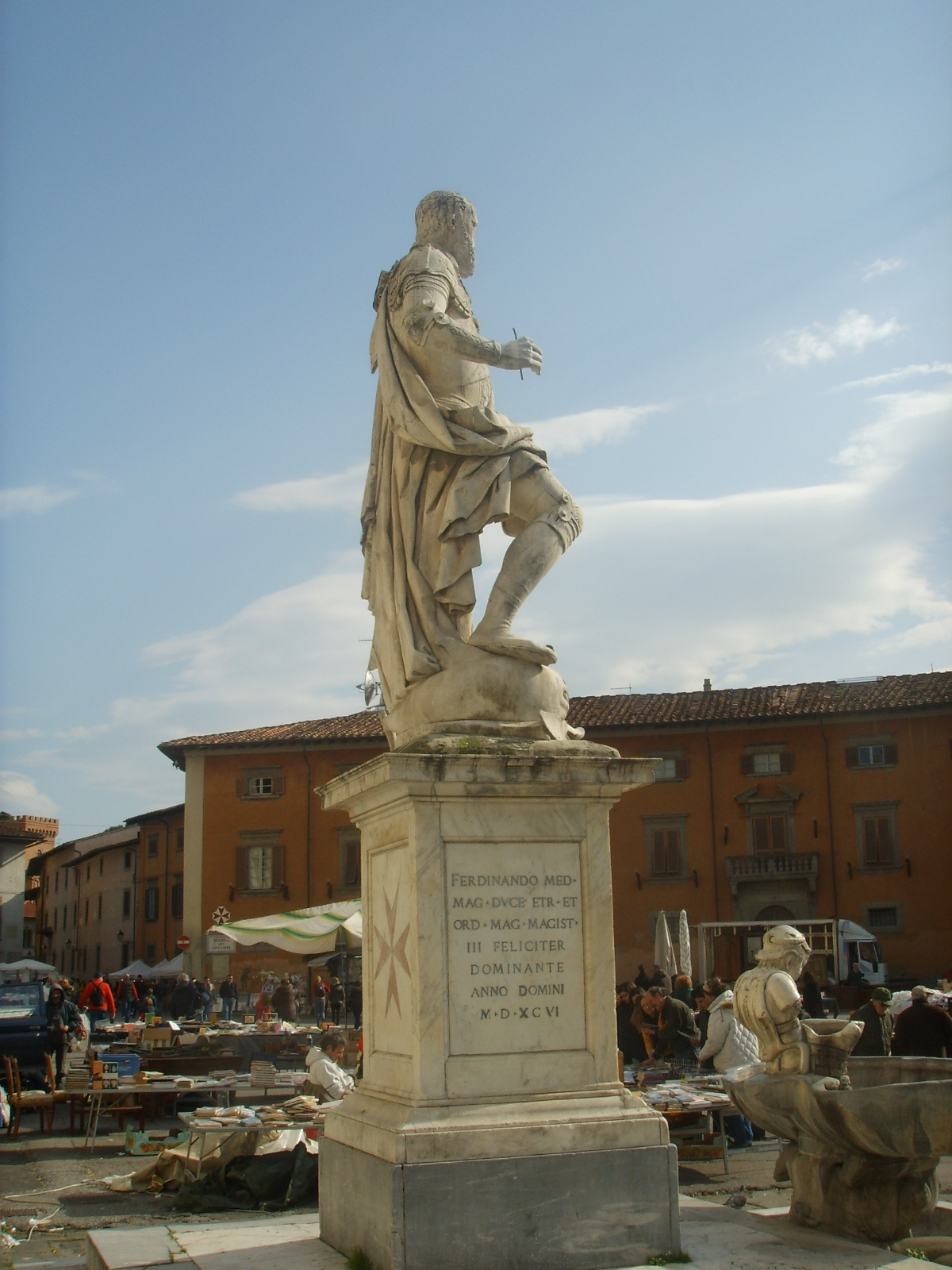
雕塑
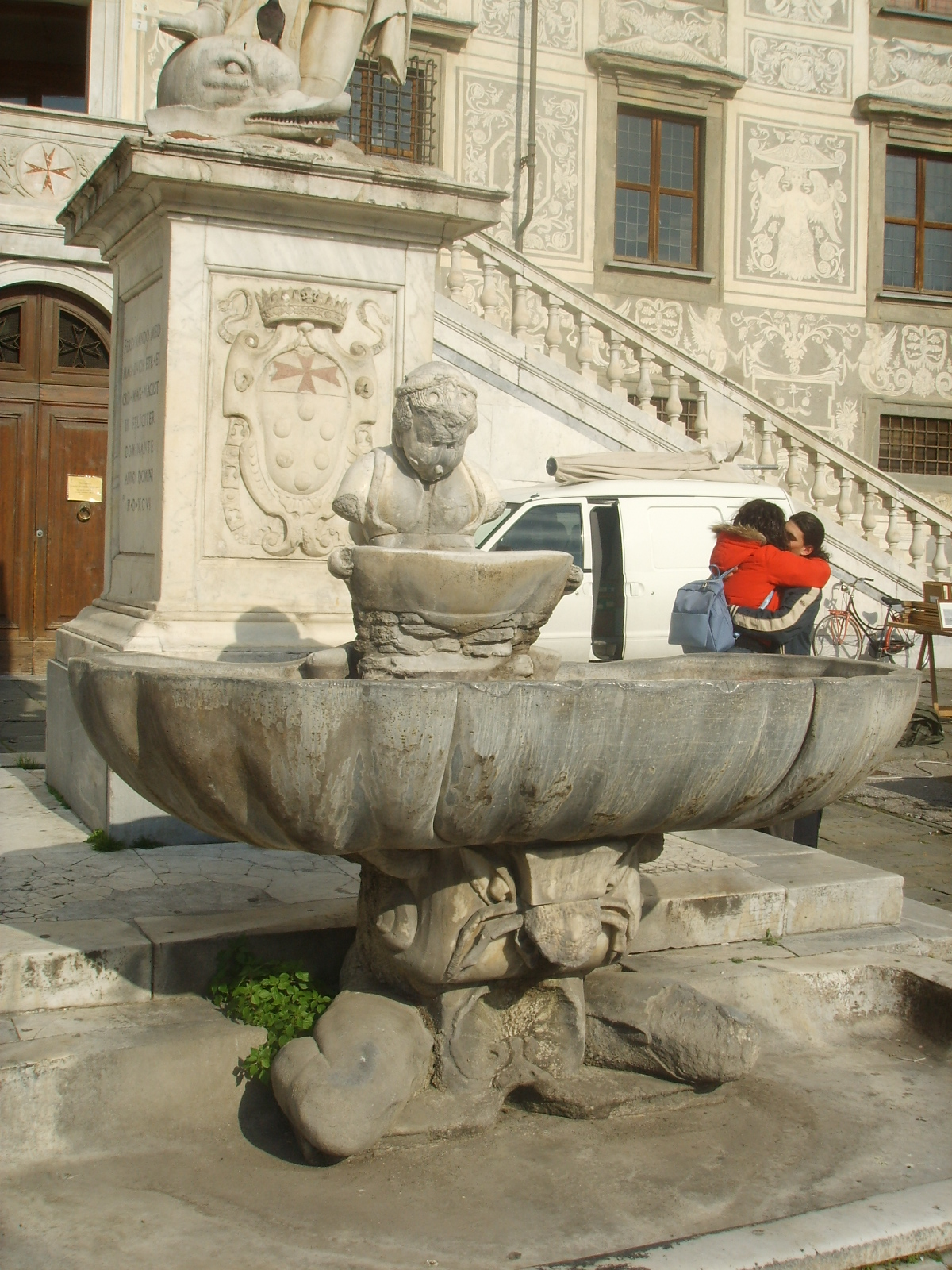
喷泉
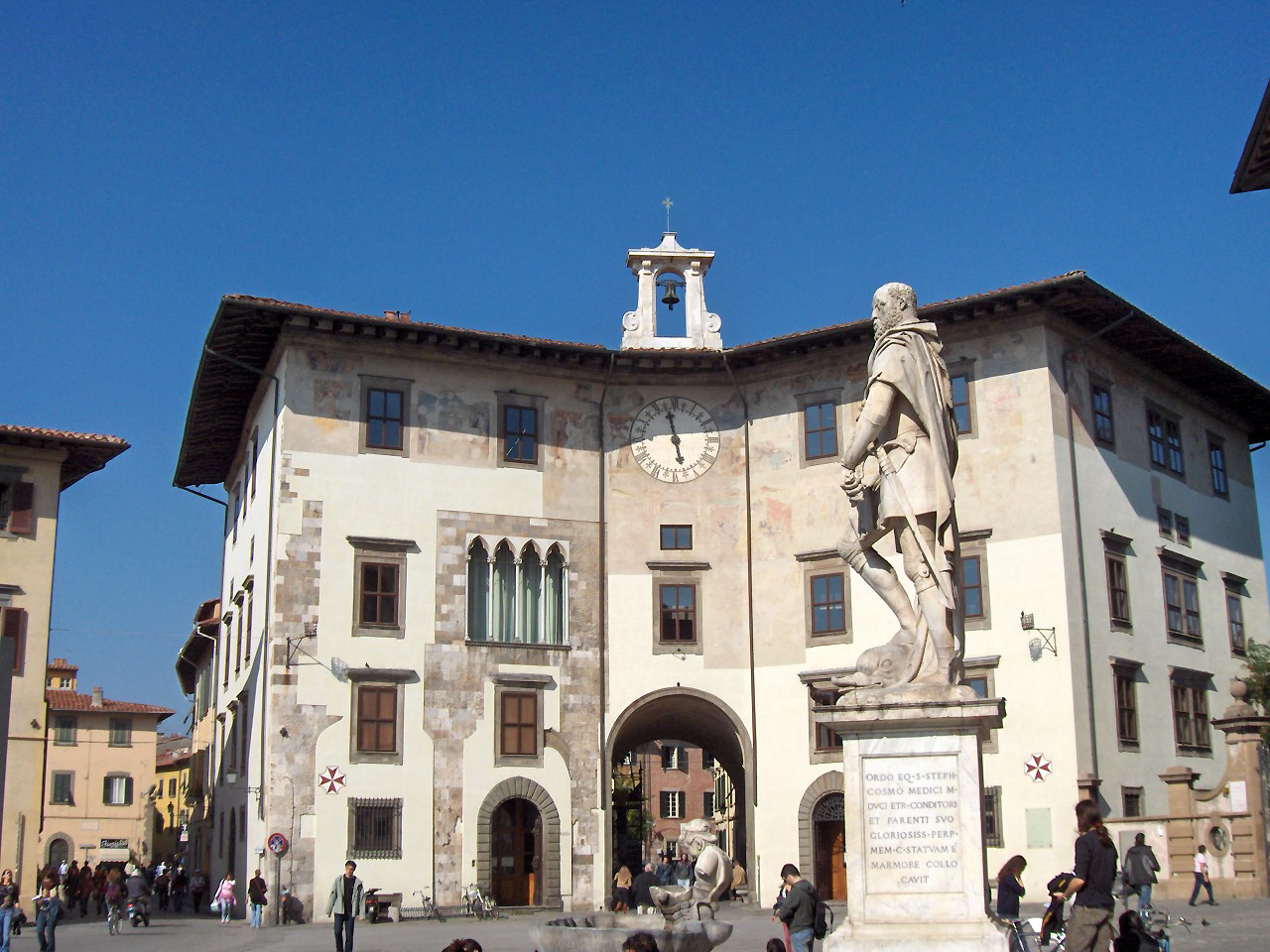
时钟宫